# LMC Caravan
Die LMC Caravan GmbH & Co. KG ist ein Unternehmen mit Sitz in Sassenberg (Nordrhein-Westfalen). Die LMC Caravan GmbH & Co. KG ist Teil der Erwin Hymer Group und fertigt Wohnwagen, Wohnmobile und Camper Vans für den europäischen Markt.

## Geschichte
LMC Caravan GmbH & Co. KG ist ein deutscher Hersteller von Wohnwagen, Wohnmobilen und Camper Vans mit Sitz im westfälischen Sassenberg. Das Unternehmen blickt auf eine über 70-jährige Firmengeschichte zurück, die von technischer Innovation, stetigem Wachstum und enger Verbundenheit mit dem Caravaning-Markt geprägt ist.
Die Anfänge reichen zurück ins Jahr 1950, als der Konstrukteur Heinz Austermann gemeinsam mit dem Karosseriebauer Hartmann den Faltwohnwagen „Falter I“ entwickelte. Dieser wurde 1952 nach Hartmann benannt. 1955 startete Heinrich Austermann – Maler-, Lackierermeister und passionierter Camper – mit der Serienproduktion des auffaltbaren Wohnanhängers „Knospe“, den er zunächst für den Eigenbedarf gebaut hatte. Die große Nachfrage begründete den erfolgreichen Start des jungen Unternehmens.
1966 übernahm Wilhelm Saure den Betrieb und gründete die Wilhelm Saure KG, unter deren Namen die ersten Wohnanhänger in Serie gefertigt wurden. In den 1970er-Jahren folgte die Einführung der Baureihen „Lord“ und „Münsterland“, die bis heute als prägend für die Marke gelten. 1976 verließ der 10.000ste Wohnwagen das Werk.
1981 erfolgte die Umfirmierung zur LMC Lord Münsterland Caravan GmbH, ab 1986 ergänzte LMC das Portfolio erstmals um Wohnmobile mit der Baureihe „Liberty“. 1991 wurde LMC in die Erwin Hymer Group integriert, was umfangreiche Investitionen in den Standort Sassenberg nach sich zog. 1993 übernahm LMC die Fertigung der Wohnwagenmarke T.E.C., die 1995 ihren Sitz von Mühlheim nach Sassenberg verlagerte.
Von 2000 bis 2005 wurden ein neues Kundendienstzentrum sowie moderne Produktions- und Logistikhallen errichtet. Erstmals kamen in dieser Zeit auch Ford-Transit-Chassis zum Einsatz. 2013 erfolgte die vollständige Integration der Marke T.E.C. in die LMC-Struktur („Markenhochzeit“), ab 2014 fertigte LMC zusätzlich für weitere Marken der Erwin Hymer Group.
Von 2007 bis 2013 wurde die Produktion weiter modernisiert. Dazu zählten Investitionen in eine Wasserstrahlschneideanlage, eine neue Dachstraße sowie Hagelschutzdächer. Ein Meilenstein war 2018 die Inbetriebnahme eines neuen Produktionswerks, das die Fertigungskapazitäten verdoppelte und LMC technisch auf ein neues Niveau hob.
2019 wurde die Erwin Hymer Group von Thor Industries, einem der weltweit führenden Hersteller von Freizeitfahrzeugen, übernommen. 2020 feierte LMC sein 65-jähriges Jubiläum. Inmitten der Corona-Pandemie 2021 erfolgte ein umfassender Markenrelaunch mit neuem Logo und der strategischen Neuausrichtung des Unternehmens. Im selben Jahr nahm LMC erstmals Camper Vans auf Fiat-Ducato-Chassis in das eigene Produktportfolio auf. Später folgten auch Ford-Transit-Modelle.